# 博罗什·奥托
博罗什·奥托（匈牙利語：Boros Ottó，1929年8月5日—1988年12月18日），匈牙利男子水球运动员。他曾代表匈牙利参加1956年、1960年和1964年夏季奥林匹克运动会水球比赛，共获得二枚金牌和一枚铜牌。